# Отто, Фридерика
Фридерика Отто (Friederike Elly Luise «Fredi» Otto; род. 1983) — немецкий климатолог, специалист по экстремальным погодным явлениям. Доктор, и. о. директора Environmental Change Institute Оксфордского университета, где сотрудничает с 2011 года, руководитель и координатор проекта ClimatePrediction.net. Лауреат German Environmental Prize (2023).
Окончила Потсдамский университет (магистр физики). В 2012 году получила степень доктора философии по философии науки в Свободном университете Берлина.
Автор публикаций в Nature Climate Change, Scientific Reports, Climate Change и др.
Цитируется BBC, The Times и др.